# Полушкина Роща
Улица Полушкина Роща — улица в центральной части города Ярославля. Расположена между Советской улицей и автодорогой 78К-0982. Продолжением улицы является Тутаевское шоссе. Нумерация домов ведётся от Советской улицы.

## История
В 1720-х годах купец и промышленник Фёдор Васильевич Полушкин приобрёл у дворян Майковых имение, располагавшееся севернее Ярославля, на берегу Волги. Находившийся в имении небольшой лес, получил по владельцу название Полушкина роща. Такое же название со временем получило и само имение. В 1748 году Фёдору Полушкину унаследовал его пасынок Фёдор Волков и через два года здесь, в бывшем кожевенном амбаре, состоялся первый спектакль его театра.
В XIX веке роща стала любимым местом отдыха горожан, приходивших сюда с корзинками для пикника и дорожными самоварами. В Полушкиной роще прогуливались и нарядные дамы с кружевными зонтиками, и солидные купцы с семействами, и простой мастеровой и фабричный люд.
Рядом с рощей вдоль Волги (немного дальше современной улицы) с древности проходила Романовская дорога, а на берегу были расположены сельцо Жуково и деревня Волкуша. C XVIII века вдоль берега стали строиться промышленные предприятия.
К концу XIX века название «Полушкина Роща» устойчиво закрепилось за местностью от границы города до сельца Жуково.
В 1929 году рощу вырубили для строительства на её месте резино-асбестового комбината и других предприятий. Рядом построили бараки для строителей и работников комбината. Название «Полушкина роща» сохранилось в качестве адресации и наименования местности от железнодорожного моста до посёлка Волкуши.
В 1967 году вдоль берега Волги построили автодорогу, первоначально называемую как дорога Полушкина роща. С 1970-х годов её всё чаще стали обозначать как «улица Полушкина Роща». Официально название улицы закреплено в октябре 1979 года. В том же году к улице причислены здания посёлков Волкуши и Лагерного.
По улице проходит два троллейбусных маршрута №№3, 7, автобусный маршрут №57.

## Здания и сооружения
- № 1а — корпус Ярославского государственного университета имени П. Г. Демидова; в нём располагаются библиотека и спортивный зал
- № 3 — Ярославское региональное отделение Российского союза спасателей; Пожарная часть № 12
- № 9 ст13, ст14 — Торговый центр «Тандем»
- № 11, 11 ст2, 17А — Автоцентр «Сим-Ярославль»
- № 19 — Бывшее здание школы № 72